# Pacific Blue (televíziós sorozat)
A Pacific Blue 1996 és 2000 között bemutatott, négy éven keresztül futó amerikai televíziós bűnügyi drámasorozat. Magyarországon először az Msat mutatta be 1996. decemberében, majd a 2000-es évek elején a TV2, később pedig a Viasat 3 is műsorra tűzte.

## Cselekménye
A sorozat Kalifornia tengerpartján, Santa Monicában dolgozó biciklis rendőrök hétköznapjairól szól. Öt bringás zsaru a bűnözők nyomába ered, és mindig el is kapják őket. Munkájuk zöme kisebb bűnesetekből áll, mint például zsebtolvajlás-zsebmetszés, de természetesen időnként egy-egy komolyabb ügyük akad, amihez akár az FBI-t is be kell vonniuk. A vonzó, fiatal és ambiciózus zsaruk között több-kevesebb versengés is zajlik, legyen szó szakmai vagy nőügyről.

## Szereplők
| Színész              | Szereplő                 | Magyar hang (Eredeti/Msat) | Magyar hang (TV2) |
| -------------------- | ------------------------ | -------------------------- | ----------------- |
| Jim Davidson         | Terence "T. C." Callaway | Dózsa Zoltán               | Dózsa Zoltán      |
| Darlene Vogel        | Chris Kelly              | Götz Anna                  | Götz Anna         |
| Paula Trickey        | Cory McNamara            | Györgyi Anna               | Juhász Judit      |
| Marcos A. Ferraez    | Victor Del Toro          | Selmeczi Roland            | Selmeczi Roland   |
| Rick Rossovich       | Anthony Palmero          | Fazekas István             | Fazekas István    |
| David L. Lander      | Elvis Kryzcewski         | Dobránszky Zoltán          | Dobránszky Zoltán |
| Jeff Stearns         | Russ Granger             | Markovics Tamás            | Markovics Tamás   |
| Shanna Moakler       | Monica Harper            | Solecki Janka              | Solecki Janka     |
| Amy Hunter-Cornelius | Jamie Stickland          | Zsigmond Tamara            | Zsigmond Tamara   |
| Mario Lopez          | Bobby Cruz               | Zámbori Soma               | Zámbori Soma      |